# Petrozavodsk (nave frigorifera)
La Petrozavodsk è stata una nave da carico frigorifera russa, naufragata al largo dell'Isola degli Orsi, in Norvegia, l'11 maggio 2009.

## Caratteristiche
La Petrozavodsk era una nave da carico frigorifera con una stazza lorda di 1.130 tsl e una portata lorda di 1.372 tpl. Era lunga 67 metri e larga 12 metri. Era azionata da un'unica elica con una potenza di 1.342 kW e aveva una velocità massima di 13,5 nodi. Aveva un equipaggio composto da dodici membri.

## Storia
La nave venne costruita da Skála Skipasmidja a Skála, Isole Fær Øer. Fu varata il 4 settembre 1978 con il nome di Nordlandia ed entrò in servizio con la compagnia P/f Kenn con sede a Glyvrar il 2 febbraio 1980. Nel 1993 la nave passò sotto la proprietà della TOO Giros, compagnia russa, e venne registrata in Russia. Nel 2003, la nave fu acquisita dalla Karelian Sg Company di Murmansk e il suo nome venne cambiato in Zapolyarye. La nave rimase in servizio con questa compagnia per il resto della sua carriera, ma cambiò nome ancora una volta in Petrozavodsk (come l'omonima città russa) nel 2004.

### Naufragio

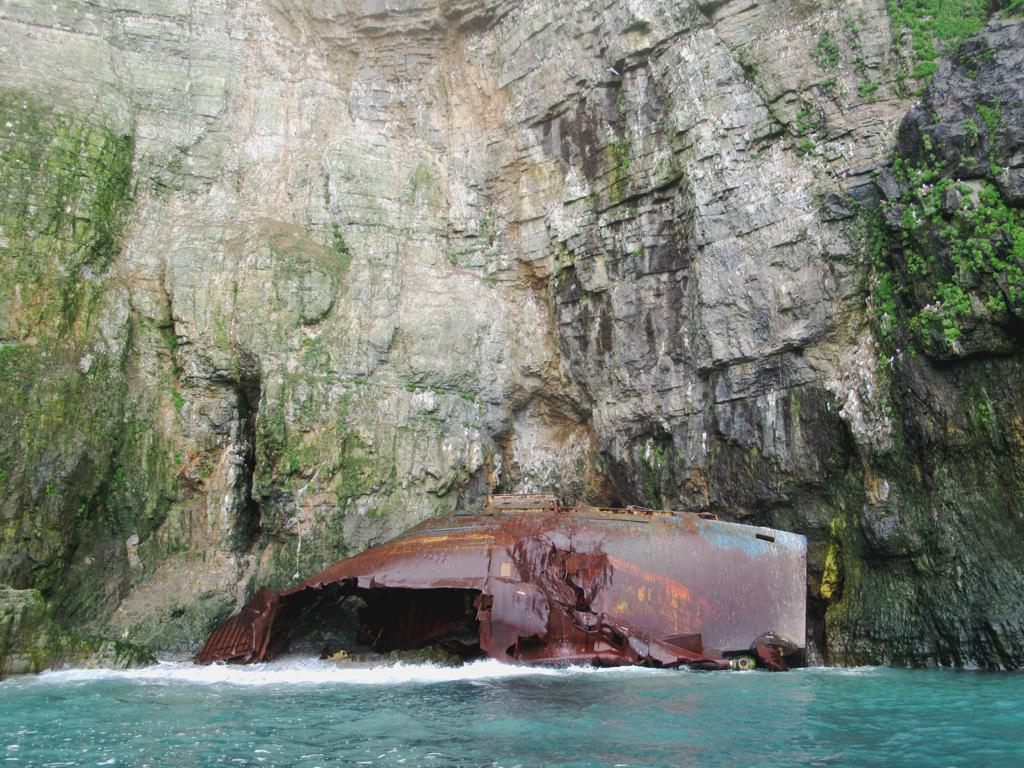
Il relitto ormai scomparso

Nel maggio 2009, la Petrozavodsk fungeva da nave frigorifera nel Mare di Barents per una flotta di pescherecci. L'11 maggio, la nave si arenò sulle rocce all'estremità meridionale dell'Isola degli Orsi, in Norvegia. La nave si fermò su uno scoglio ai piedi di alte scogliere. I dodici membri dell'equipaggio a bordo della nave furono salvati, ma la nave venne gravemente danneggiata da squarci sul lato sinistro causati dalle rocce.
Non fu possibile rimuovere la Petrozavodsk da dove si era arenata a causa della frequenza delle frane dalle scogliere vicine, che renderebbero pericolosa qualsiasi operazione di salvataggio. Ad aggravare il problema, l'Isola degli Orsi è un santuario degli uccelli per diverse specie Guillemot in via di estinzione e la perdita di carburante dalla Petrozavodsk rappresentava un rischio per i pulcini appena nati in estate. In totale, la nave aveva a bordo cinquanta tonnellate di gasolio, 690 litri di olio lubrificante e diversi barili di olio idraulico quando si arenò. Il gasolio si riversò su un'area di 3 km², ma non causò molti danni a causa dell'evaporazione del petrolio. Tuttavia, l'olio lubrificante rimanente e l'olio idraulico rimasero a bordo. L'Amministrazione costiera norvegese chiese al proprietario della nave di rimuovere il petrolio, ma non venne intrapresa alcuna azione.
Nel 2011 la nave era ancora nella stessa posizione e non era stata rimossa, ma si era spezzata in due parti. Fu riferito che contaminanti ambientali come piombo e cadmio avevano inquinato l'area circostante ed erano stati rilevati nei sedimenti e negli organismi marini nell'area circostante. Il governatore delle Svalbard raccomandò di rimuovere il relitto per prevenire un'ulteriore contaminazione dell'area.